# Straße der Zisterzienser (Polen)

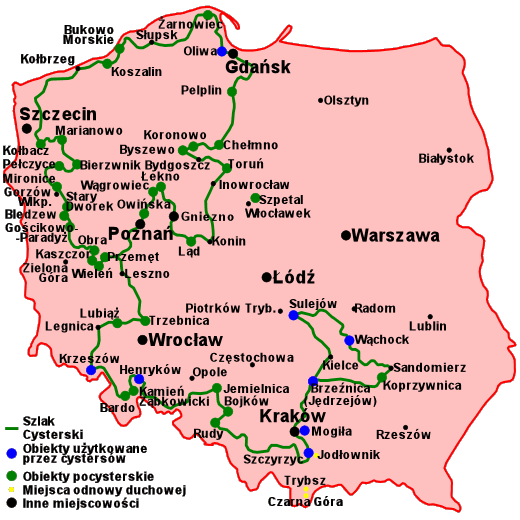
Zisterzienserwege in Polen

Die Straße der Zisterzienser in Polen (poln. Szlak Cysterski w Polsce) ist eine Themenroute, die zu bestehenden und ehemaligen Zisterzienserklöstern in Polen und zu verschiedenen Orten führt, die mit dem Zisterzienser-Orden in Verbindung stehen. Sie wurde im Mai 2010 vom Europarat zur Europäischen Kulturstraße ernannt und ist ein Teil des Projekts Die europäische Straße der Zisterzienser-Abteien.
Zur besseren Übersichtlichkeit wird die Zisterzienserstraße in eine Nordroute und eine Südroute unterteilt.
Die Nordroute führt durch die Woiwodschaften Westpommern, Lebus, Großpolen, Kujawien und Pommern.
Die Südroute führt durch die Woiwodschaften Niederschlesien, Oppeln, Oberschlesien und Kleinpolen.
Die Reihenfolge der Orte entspricht einer angenommenen Fahrtroute entgegen dem Uhrzeigersinn.
Die Listen sind in den einzelnen Spalten sortierbar.

## Nordroute
| Ort, Woiwodschaft                            | Deutscher Name                                                | Klosteranlage                                          | Lage und Anmerkungen | Bild |
| -------------------------------------------- | ------------------------------------------------------------- | ------------------------------------------------------ | --- | ---- |
| Cedynia, Westpommern                         | Zehden                                                        | Kloster Zehden                                         | ehem. Zisterzienserinnenkloster 1278–1555, erhalten ist nur der Westflügel 52° 52′ 42″ N, 14° 12′ 29″ O                                                           |      |
| Kołbacz, Westpommern                         | Kolbatz                                                       | Kloster Kolbatz                                        | ehem. Zisterzienserabtei 1174–1535, nur Klosterkirche und Konversenhaus erhalten 53° 18′ 5″ N, 14° 48′ 48″ O                                                      |      |
| Marianowo, Westpommern                       | Marienfließ                                                   | Kloster Marienfließ                                    | ehem. Zisterzienserinnenkloster 1248–1569 53° 22′ 46″ N, 15° 15′ 58″ O                                                                                            |      |
| Recz, Westpommern                            | Reetz                                                         | Kloster Reetz                                          | ehem. Zisterzienserinnenkloster 1296–1552, nur noch Klosterkirche vorhanden 53° 15′ 36″ N, 15° 32′ 41″ O                                                          |      |
| Bierzwnik, Westpommern                       | Marienwalde                                                   | Kloster Marienwalde                                    | ehem. Zisterzienserkloster 1294–1539, Klosterkirche und Nebengebäude erhalten 53° 2′ 22″ N, 15° 39′ 35″ O                                                         |      |
| Pełczyce, Westpommern                        | Bernstein                                                     | Kloster Pełczyce (Klasztor Cysterek w Pełczycach)      | ehem. Zisterzienserinnenkloster 1290–1539, nur noch Klosterkirche und Reste der Klosteranlage erhalten 53° 2′ 30″ N, 15° 17′ 59″ O                                |      |
| Mironice, Gmina Kłodawa, Lebus               | Himmelstädt bei Gorzów Wielkopolski (Landsberg an der Warthe) | Kloster Himmelstädt                                    | ehem. Zisterzienserabtei 1376–1539, jetzt Konferenzzentrum 52° 47′ 57″ N, 15° 11′ 9″ O                                                                            |      |
| Bledzew, Lebus                               | Blesen                                                        | Kloster Bledzew (Opactwo Cystersów w Zemsku–Bledzewie) | ehem. Zisterzienserabtei 1259–1836, urspr. in Stary Dworek (Althöfchen) und Zemsko (Semmritz) 52° 31′ 5″ N, 15° 24′ 54″ O                                         |      |
| Gościkowo-Paradyż, Lebus                     | Paradies (Neumark)                                            | Kloster Paradies                                       | ehem. Zisterzienserkloster 1236–1834, jetzt Priesterseminar 52° 20′ 13″ N, 15° 32′ 40″ O                                                                          |      |
| Obra, Großpolen                              | Obra bei Wolsztyn (Wollstein)                                 | Kloster Obra                                           | ehem. Zisterzienserabtei 1231–1836, jetzt Oblatenkloster 52° 4′ 15″ N, 16° 3′ 24″ O                                                                               |      |
| Kaszczor, Gmina Przemęt, Großpolen           | Altkloster                                                    | Kloster Kaszczor                                       | ehem. Zisterzienserkloster, gegr. 1277, verlegt nach Wieleń 51° 57′ 30″ N, 16° 9′ 42″ O                                                                           |      |
| Wieleń Zaobrzański, Gmina Przemęt, Großpolen | Fehlen bei Wollstein                                          | Kloster Mariensee (Opactwo Cystersów w Wieleniu)       | ehem. Zisterzienserkloster, gegr. 1277, verlegt nach Przemęt 51° 56′ 57″ N, 16° 11′ 1″ O                                                                          |      |
| Przemęt, Großpolen                           | Priment                                                       | Kloster Przemęt (Opactwo Cystersów w Przemęcie)        | ehem. Zisterzienserkloster 1277–1835 52° 0′ 37″ N, 16° 17′ 35″ O                                                                                                  |      |
| Owińska, Großpolen                           | Owinsk                                                        | Kloster Owińska (Klasztor Cysterek w Owińskach)        | ehem. Zisterzienserinnenkloster 1242–1835 52° 30′ 41″ N, 16° 58′ 22″ O                                                                                            |      |
| Wągrowiec, Großpolen                         | Wongrowitz                                                    | Kloster Wągrowiec                                      | ehem. Zisterzienserkloster 1143–1835 52° 48′ 16″ N, 17° 11′ 31″ O                                                                                                 |      |
| Łekno, Gemeinde Wągrowiec, Großpolen         | Lekno                                                         | Kloster Łekno (Opactwo Cystersów w Łeknie)             | ehem. Zisterzienserkloster, gegr. 1153, verlegt nach Wągrowiec 52° 50′ 32″ N, 17° 17′ 56″ O                                                                       |      |
| Ląd, Großpolen                               | Lond oder Lenden                                              | Kloster Ląd                                            | ehem. Zisterzienserkloster 1175–1819, jetzt vom Salesianerorden genutzt 52° 12′ 15″ N, 17° 53′ 36″ O                                                              |      |
| Toruń, Kujawien-Pommern                      | Thorn                                                         | Frauenkloster Toruń                                    | ehem. Zisterzienserkloster 1311–1833, nur noch die Jakobskirche vorhanden 53° 0′ 34″ N, 18° 36′ 22″ O                                                             |      |
| Byszewo, Gmina Koronowo, Kujawien-Pommern    | Byschewo                                                      | Kloster Byszewo (Opactwo Cystersów w Byszewie)         | ehem. Zisterzienserkloster, gegr. 1250, verlegt nach Koronowo 53° 17′ 47″ N, 17° 49′ 5″ O                                                                         |      |
| Koronowo, Kujawien-Pommern                   | Polnisch Krone                                                | Kloster Koronowo                                       | ehem. Zisterzienserabtei 1250–1819, jetzt Gefängnis 53° 18′ 33″ N, 17° 56′ 8″ O                                                                                   |      |
| Chełmno, Kujawien-Pommern                    | Culm                                                          | Frauenkloster Chełmno                                  | ehem. Zisterzienserinnenkloster 1265–1821, jetzt von Vinzentinerinnen genutzt 53° 20′ 57″ N, 18° 25′ 4″ O                                                         |      |
| Pelplin, Pommern                             | Pelplin                                                       | Kloster Pelplin                                        | ehem. Zisterzienserkloster 1278–1823, jetzt Priesterseminar 53° 55′ 38″ N, 18° 41′ 40″ O                                                                          |      |
| Oliwa, Pommern                               | Oliva, OT von Danzig                                          | Kloster Oliva                                          | Zisterzienserkloster 1186–1831, jetzt Priesterseminar 54° 24′ 39″ N, 18° 33′ 31″ O                                                                                |      |
| Żarnowiec, Pommern                           | Zarnowitz                                                     | Kloster Zarnowitz                                      | ehem. Zisterzienserinnenkloster 1253–1834, jetzt Benediktinerkloster 54° 47′ 15″ N, 18° 4′ 55″ O                                                                  |      |
| Bukowo Morskie, Westpommern                  | See Buckow                                                    | Kloster Buckow                                         | ehem. Zisterzienserkloster 1248–1535, nur noch die Klosterkirche vorhanden 54° 21′ 14″ N, 16° 20′ 6″ O                                                            |      |
| Koszalin, Westpommern                        | Köslin                                                        | Zisterzienserinnenabtei Koszalin                       | ehem. Zisterzienserinnenkloster 1277–1535, erhalten ist nur noch die Klosterkirche, jetzt polnisch-orthodoxe Kirche Mariä Himmelfahrt 54° 11′ 29″ N, 16° 11′ 2″ O |      |

## Südroute
| Ort, Woiwodschaft                         | Deutscher Name           | Klosteranlage                          | Lage und Anmerkungen                                                                       | Bild |
| ----------------------------------------- | ------------------------ | -------------------------------------- | ------------------------------------------------------------------------------------------ | ---- |
| Trzebnica, Niederschlesien                | Trebnitz                 | Kloster Trebnitz                       | ehem. Zisterzienserinnenkloster 1202–1810, jetzt Borromäerinnen 51° 18′ 34″ N, 17° 4′ 0″ O |      |
| Lubiąż, Niederschlesien                   | Leubus                   | Kloster Leubus                         | ehem. Zisterzienserkloster 1175–1810 51° 15′ 40″ N, 16° 28′ 9″ O                           |      |
| Krzeszów, Niederschlesien                 | Grüssau                  | Kloster Grüssau                        | ehem. Zisterzienserabtei 1292–1810, jetzt Benediktinerinnen 50° 43′ 59″ N, 16° 4′ 8″ O     |      |
| Stare Bogaczowice, Niederschlesien        | Altreichenau             | Klostergut Altreichenau                | ehem. Klostergut der Zisterzienserabtei Grüssau 1222–1810 50° 50′ 51″ N, 16° 11′ 28″ O     |      |
| Bardo, Niederschlesien                    | Wartha                   | Kloster Bardo                          | ehem. Zisterzienserkloster 1299–1810, jetzt Redemptoristen 50° 30′ 21″ N, 16° 44′ 25″ O    |      |
| Kamieniec Ząbkowicki, Niederschlesien     | Kamenz in Schlesien      | Kloster Kamenz                         | ehem. Zisterzienserkloster 1248–1810 50° 31′ 11″ N, 16° 52′ 33″ O                          |      |
| Henryków, Niederschlesien                 | Heinrichau               | Kloster Heinrichau                     | Zisterzienserkloster 1220–1810 50° 39′ 11″ N, 17° 0′ 50″ O                                 |      |
| Jemielnica, Oppeln                        | Himmelwitz               | Kloster Himmelwitz                     | ehem. Zisterzienserkloster 1289–1810 50° 32′ 48″ N, 18° 23′ 2″ O                           |      |
| Rudy, Schlesien                           | Groß Rauden              | Kloster Rauden                         | ehem. Zisterzienserabtei, seit 1258 50° 11′ 39″ N, 18° 26′ 54″ O                           |      |
| Szczyrzyc, Gemeinde Jodłownik, Kleinpolen | Szczyrzyc                | Kloster Szczyrzyc                      | Zisterzienserabtei, seit 1241 49° 47′ 3″ N, 20° 11′ 17″ O                                  |      |
| Nowa Huta, Kleinpolen                     | Nowa Huta, OT von Krakau | Kloster Mogila                         | Zisterzienserabtei, seit 1226 50° 3′ 52″ N, 20° 3′ 11″ O                                   |      |
| Jędrzejów, Heiligkreuz                    | Jędrzejów                | Kloster Jędrzejów (Erzabtei Jędrzejów) | Zisterzienserabtei 1140–1819, 1945 wiedergegründet 50° 39′ 13″ N, 20° 17′ 5″ O             |      |
| Koprzywnica, Heiligkreuz                  | Koprzywnica              | Kloster Koprzywnica                    | ehem. Zisterzienserabtei, 1185–1819 50° 35′ 39″ N, 21° 34′ 27″ O                           |      |
| Wąchock, Heiligkreuz                      | Wąchock                  | Kloster Wąchock                        | Zisterzienserabtei, seit 1179 51° 4′ 31″ N, 21° 0′ 56″ O                                   |      |
| Sulejów, Łódź                             | Sulejów                  | Kloster Sulejów                        | Zisterzienserabtei 1177–1819, 1977 wiedergegründet 51° 21′ 51″ N, 19° 52′ 42″ O            |      |
| Ołobok, Gmina Sieroszewice, Großpolen     | Olobok                   | Zisterzienserinnenabtei Ołobok         | ehem. Zisterzienserinnenabtei 1241–1836 51° 38′ 18″ N, 18° 4′ 15″ O                        |      |